# Piaseczno (powiat lipnowski)
Piaseczno (niem. Wilgensand) – wieś w Polsce położona w województwie kujawsko-pomorskim, w powiecie lipnowskim, w gminie Wielgie. Znajduje się ona około 4 km na Północ od Wielgia, 11 km na południowy wschód od Lipna i 53 km na południowy wschód od Torunia.

## Podział administracyjny
| SIMC    | Nazwa    | Rodzaj                  |
| ------- | -------- | ----------------------- |
| 0871309 | Józefowo | część wsi przed 2025 r. |

W latach 1975–1998 miejscowość należała administracyjnie do województwa włocławskiego.

## Demografia
Według Narodowego Spisu Powszechnego (III 2011 r.) liczyła 144 mieszkańców. Jest szesnastą co do wielkości miejscowością gminy Wielgie.